# Ane Iriarte Lasa
Ane Iriarte Lasa (Villabona-Amasa, Guipúscoa, 4 d'abril de 1995) és una ciclista basca que combina la carretera amb el ciclisme en pista.

## Palmarès en pista
- 2014
  -  Campiona d'Espanya en Persecució per equips (amb Irene Usabiaga, Eider Unanue i Ana Usabiaga)
- 2016
  -  Campiona d'Espanya en Persecució per equips (amb Irene Usabiaga, Ziortza Isasi i Eukene Larrarte)
- 2017
  -  Campiona d'Espanya en Persecució per equips (amb Irene Usabiaga, Ziortza Isasi i Ana Usabiaga)